# أحمد راشد ثاني
أحمد راشد ثاني الفلاسي (مواليد حي المديفي، خورفكان عام 1962م ـ توفي في أبو ظبي يوم 20 فبراير 2012م)، هو شاعر وباحث تراثي وكاتب مسرحي إماراتي.

## سيرته
ولد أحمد راشد ثاني في حي المديفي في خورفكان بإمارة الشارقة سنة 1962، (أو 1963 حسب مصادر أخرى) وكان أبوه يعمل في البحر، فأهداه في صغره كتبًا تراثية كان لها أثر كبير على ثقافته. بدأ كتابة الشعر في سبعينيات القرن العشرين، بتشجيع من الشاعر السوري محمد الماغوط، الذي كان يعمل آنذاك في الشارقة.
كتب ثاني قصيدة النثر، كما اهتم بجمع التراث الشفاهي وتدوينه، وكان يرى أن منطقة الجزيرة العربية تطفو على كنز من التراث الشفاهي. وقد عمل ثاني في المجمع الثقافي في أبوظبي.
نُشرت أشعار ثاني في عدة صحف ومجلات في الإمارات وخارجها، وشارك في محافل ومهرجانات شعرية وأدبية عربية وعالمية.

## مؤلفاته
وضع أحمد راشد ثاني 17 كتابًا، بين الشعر (8 مجموعات شعرية) والمسرح والدراسات التراثية.

### مجموعات شعرية
- سبع قصائد من أحمد راشد ثاني إلى أمه التي لا تعرفه (مجموعته الشعرية الأولى)[1]
- يالماكل خنيزي، ويالخارف ذهب (كتيب شعري باللهجة المحلية، 1981)[4]
- دم الشمعة (مجموعة شعرية، 1991)[2][3]
- يأتي الليل ويأخذني (مجموعة شعرية، المؤسسة العربية للدراسات والنشر، بيروت)[2][5]
- وهنا اللذة (مجموعة شعرية، المؤسسة العربية للدراسات والنشر، بيروت)[2][5]
- ها يداي فارغتان (مجموعة شعرية، المؤسسة العربية للدراسات والنشر، بيروت)[5]
- الغيوم في البيت (مجموعة شعرية، المؤسسة العربية للدراسات والنشر)[2][5]
- جلوس الصباح على البحر (مجموعة شعرية، اتحاد كتاب وأدباء الإمارات، الشارقة)[5]
- الفراشة ماء مجفف (مجموعته الشعرية الأخيرة، المؤسسة العربية للدراسات والنشر، بيروت)[2][5]

### حكايات شعبية
- حصاة الصبر (حكايات من الإمارات، 2002): أول كتاب له في الحكايات الشعبية، واحتوى على 15 حكاية.[6]
- دردميس (حكايات من الإمارات، المجمع الثقافي، أبو ظبي، 2003):[5] واحتوى على 8 حكايات.[6]
- إلا جمل حمدان في الظل بارك (حكايات من الإمارات، المجمع الثقافي، أبو ظبي، 2004):[5] واحتوى على 24 حكاية.[6]

### مؤلفات أخرى
- على الباب موجة (هيئة أبو ظبي للثقافة والتراث، المجمع الثقافي، أبو ظبي)[5]
- الأرض بتتكلم أوردو (مسرحية)[6]
- رحلة إلى الصير: عن زيارات علوي بن أحمد حسين الحداد إلى رأس الخيمة في القرن الثامن عشر الميلادي، ومنظومات لساكن الصير الشاعر محمد بن صالح المنتفقي (هيئة أبو ظبي للثقافة والتراث، المجمع الثقافي، أبو ظبي)[5]
- جزائر حبيبتي: عن أيام في مدينة الجزائر (مركز سلطان بن زايد للثقافة والإعلام، أبو ظبي)[5]
- ابن ظاهر: بحث توثيقي في سيرته الشعبية.[7]
- أرض الفجر الحائرة (هيئة أبو ظبي للثقافة والتراث، أبو ظبي)[5]
- عوشانة (روايته الأولى والأخيرة)[1][8]

### اقتباسات
| أحمد راشد ثاني | أنا أعمل الآن وبجهد البحارة والبستانيين وعمال النظافة على تكوين أنحاء هذا العالم، وأحس بأن ما كان ينبغي علي فعله لم أفعله بعد، لكن بالتأكيد سأفعله الآن أو بعد قليل | أحمد راشد ثاني |

## وفاته
توفي أحمد راشد ثاني في مستشفى خليفة إثر أزمة قلبية ظهر يوم الإثنين 20 فبراير 2012، عن عمر يناهز خمسين عامًا، ودُفن في خورفكان. أُطلق موقع إلكتروني باسمه سنة 2013، في الذكرى الأولى لوفاته، متضمنًا نبذة عن سيرته الإبداعية، ومقتطفات من كتاباته، وشهادات لأدباء كتبوا عنه قبل وفاته وبعدها، إلى جانب صور له في مراحل مختلفة من حياته.